# Cyclophora radiomarginata
Cyclophora radiomarginata là một loài bướm đêm trong họ Geometridae.